# 紫花苣苔
紫花苣苔（学名：Loxostigma griffithii），为苦苣苔科紫花苣苔属下的一个植物种。